# Isle of Man TT 1938
De Isle of Man TT 1938 was de zevenentwintigste uitvoering van de Isle of Man TT. Ze werd verreden op de Snaefell Mountain Course, een stratencircuit op het eiland Man.

## Algemeen
| 1938 | - Ronderecord (24 minuten en 52,6 seconden, 91 mijl per uur) in de Senior TT (Harold Daniell, Norton 30M). - Eerste ronde boven 80 mph in de Lightweight TT (Ewald Kluge, DKW) |

In 1938 werd de weg verbeterd bij de 26e mijlpaal op de A18, bij Greeba Bridge aan de A1 en op de Sulby Straight (het lange recht stuk op de A14 bij Sulby). Moto Guzzi verscheen niet meer, druk als het was met de ontwikkeling van de militaire GT 20, de Alce en de Trialce. Ook NSU bleef thuis, maar BMW stuurde naast Jock West nu ook Karl Gall en Schorsch Meier en DKW verscheen met Ewald Kluge, Ernie Thomas en Siegfried Wünsche. Norton gaf in ek geval Harold Daniell een nieuwe machine, de Norton 30M die een veel kortere slag had dan zijn voorganger, de Norton CS1. Norton en Velocette hadden ook de rijwielgedeelten verbeterd, met telescoopvorken en swingarm-achtervering. Stanley Woods en Ted Mellors bleven het Norton moeilijk maken met hun speciaal gebouwde Velocette KTT's. In de Junior TT werden ze zelfs eerste en tweede, maar de Senior werd gewonnen door Harold Daniell met een Norton die een recordronde van 91 mph reed. Dit record zou twaalf jaar blijven staan. In afwezigheid van Moto Guzzi werd het voor Ewald Kluge makkelijker om met zijn DKW de Lightweight TT te winnen met elf minuten voorsprong op de Excelsior van Ginger Wood. BMW-rijder Karl Gall werd tijdens de training bewusteloos in een sloot bij Gooseneck gevonden en kon niet deelnemen. Tijdens de Junior TT kwam de 29-jarige debutant John "Jack" Moore om het leven bij een ongeval met zijn Norton M40 ter hoogte van het East Snaefell Gate.

## Senior TT
Vrijdag 17 juni, zeven ronden (425 km), motorfietsen tot 500 cc.
Stanley Woods startte opnieuw met een Velocette en legde de Nortons het vuur na aan de schenen. Aanvankelijk leidde Freddie Frith, maar na drie ronden leidde Woods met drie seconden, terwijl Harold Daniell al een halve minuut achterstand had. In de vijfde ronde drong Daniell door naar de tweede plaats, nog maar drie seconden achter Woods. In de voorlaatste ronde reed hij al een nieuw ronderecord, maar in de laatste ronde was hij nog sneller. Zijn ronderecord van 24 minuten en 52,6 seconden zou twaalf jaar blijven staan. Het werd pas tijdens de TT van 1950 door Geoff Duke verbeterd. Woods en Frith vochten een gevecht om de tweede plaats uit. Bij het ingaan van de laatste ronde hadden ze dezelfde tijd, maar in die laatste ronde wist Woods 1,6 seconde te verdienen.
| Pos | Coureur             | Merk      | Tijd      | Snelheid  |
| --- | ------------------- | --------- | --------- | --------- |
| 1   | Harold Daniell      | Norton    | 2:57"50'6 | 89,11 mph |
| 2   | Stanley Woods       | Velocette | 2:58"05'8 | 88,99 mph |
| 3   | Freddie Frith       | Norton    | 2:58"07'4 | 88,98 mph |
| 4   | John White          | Norton    | 3:01"52'0 | 87,14 mph |
| 5   | Jock West           | BMW       | 3:04"27'0 | 85,92 mph |
| 6   | Ted Mellors         | Velocette | 3:07"10'0 | 84,67 mph |
| 7   | Les Archer          | Velocette | 3:14"43'0 | 81,39 mph |
| 8   | Johnny Galway       | Norton    | 3:15"06'0 | 81,23 mph |
| 9   | Jock Weddell        | Norton    | 3:22"22'0 | 78,31 mph |
| 10  | Ken Boardman        | Norton    | 3:22"28'0 | 78,28 mph |
| 11  | Bill Beevers        | Norton    | 3:23"26'0 | 77,90 mph |
| 12  | Harry Craine        | Norton    | 3:27"15'0 | 76,47 mph |
| 13  | G. Hayden           | Velocette | 3:30"06'0 | 75,43 mph |
| 14  | Humphrey Waddington | Norton    | 3:32"18'0 | 74,65 mph |

| Coureur   | Merk | Oorzaak         |
| --------- | ---- | --------------- |
| Karl Gall | BMW  | Val in training |

| Coureur            | Merk        | Oorzaak          |
| ------------------ | ----------- | ---------------- |
| Norman Croft       | Norton      |                  |
| Noel Pope          | Norton      |                  |
| Jack Williams      | Norton      |                  |
| Eric Oliver        | Norton      | Gebroken ketting |
| Schorsch Meier     | BMW         | Ontsteking       |
| Bert Myers         | Norton      |                  |
| Manliff Barrington | Vincent-HRD |                  |

## Junior TT
Maandag 13 juni, zeven ronden (425 km), motorfietsen tot 350 cc.
De nieuwe Velocette KTT Mk VIII's van Stanley Woods en Ted Mellors waren in de Junior TT te sterk voor de eveneens nieuwe Norton M40. Freddie Frith werd met de Norton derde, vrij dicht achter Woods en Mellors.
| Pos | Coureur             | Merk      | Tijd      | Snelheid  |
| --- | ------------------- | --------- | --------- | --------- |
| 1   | Stanley Woods       | Velocette | 3:08"30'0 | 84,08 mph |
| 2   | Ted Mellors         | Velocette | 3:12"20'0 | 82,40 mph |
| 3   | Freddie Frith       | Norton    | 3:12"27'0 | 82,35 mph |
| 4   | John White          | Norton    | 3:12"56'0 | 82,14 mph |
| 5   | Harold Daniell      | Norton    | 3:16"32'0 | 80,64 mph |
| 6   | David Whitworth     | Velocette | 3:21"54'0 | 78,49 mph |
| 7   | Norman Croft        | Norton    | 3:27"16'0 | 76,46 mph |
| 8   | Jack Williams       | Norton    | 3:27"39'0 | 76,32 mph |
| 9   | Roger Loyer         | Velocette | 3:28"15'0 | 76,10 mph |
| 10  | Harry Craine        | Norton    | 3:29"42'0 | 75,58 mph |
| 11  | Jock Forbes         | Norton    | 3:29"48'0 | 75,54 mph |
| 12  | Humphrey Waddington | Norton    | 3:31"13'0 | 75,03 mph |
| 13  | Billy Tiffen jr.    | Velocette | 3:34"40'0 | 73,83 mph |
| 14  | C. Moore            | Velocette | 3:35"21'0 | 73,59 mph |
| 15  | Svend-Aage Sørensen | Excelsior | 3:38"04'0 | 72,68 mpg |
| 16  | Bill Beevers        | Norton    | 3:38"49'0 | 72,43 mph |
| 17  | Bert Myers          | Norton    | 3:40"31'0 | 71,87 mph |
| 18  | G. Hayden           | Velocette | 3:43"03'0 | 71,05 mph |
| 19  | Stan Miller         | Norton    | 3:45"57'0 | 70,14 mph |
| 20  | E. Cullingham       | AJS       | 3:47"14'0 | 69,74 mph |
| 21  | Jim Balleny         | Norton    | 3:59"41'0 | 66,12 mph |

| Coureur                 | Merk      | Oorzaak |
| ----------------------- | --------- | ------- |
| Franz-Josef Binder      | Velocette |         |
| Maurice Cann            | Norton    |         |
| Jack Moore              | Norton    | Val (†) |
| Eric Oliver             | Norton    |         |
| George Rowley           | AJS       |         |
| Les Archer              | Velocette |         |
| Bob Foster              | AJS       |         |
| Harry Charles Lamacraft | Velocette |         |
| Johnny Galway           | Norton    |         |

## Lightweight TT
Woensdag 15 juni, zeven ronden (425 km), motorfietsen tot 250 cc.
Nu Omobono Tenni met de Moto Guzzi Monoalbero 250 thuis was gebleven, was de weg vrij voor Ewald Kluge met zijn gillende DKW-tweetakt. Aan het einde hield Kluge elf seconden over op tweede man Ginger Wood met de Excelsior. Kluge reed ook de eerste ronde in de Lightweight TT boven 80 mijl per uur. Hij was de tweede buitenlander die de Lightweight TT won.
| Pos | Coureur            | Merk         | Tijd      | Snelheid  |
| --- | ------------------ | ------------ | --------- | --------- |
| 1   | Ewald Kluge        | DKW          | 3:21"56'0 | 78,48 mph |
| 2   | Ginger Wood        | Excelsior    | 3:33"05'0 | 74,38 mph |
| 3   | Henry Tyrell-Smith | Excelsior    | 3:35"16'0 | 73,62 mph |
| 4   | Maurice Cann       | Excelsior    | 3:59"54'0 | 72,07 mph |
| 5   | Charlie Manders    | Excelsior    | 3:41"06'0 | 71,68 mph |
| 6   | Jock Forbes        | Excelsior    | 3:43"16'0 | 70,98 mph |
| 7   | Les Martin         | Excelsior    | 3:43"56'0 | 70,77 mph |
| 8   | George Paterson    | New Imperial | 3:47"39'0 | 69,62 mph |
| 9   | Johnny Galway      | Excelsior    | 3:50"07'0 | 68,87 mph |
| 10  | Stan Miller        | OK Supreme   | 3:50"51'0 | 68,65 mph |
| 11  | C. Moore           | New Imperial | 3:54"56'0 | 67,46 mph |
| 12  | Les Graham         | OK Supreme   | 3:55"17'0 | 67,36 mph |
| 13  | Charlie Brett      | Excelsior    | 3:57"34'0 | 66,71 mph |
| 14  | Pip Warren         | New Imperial | 3:59"02'0 | 66,30 mph |

| Coureur             | Merk         | Oorzaak |
| ------------------- | ------------ | ------- |
| Walter Rusk         | OK Supreme   |         |
| Les Archer          | New Imperial |         |
| Svend-Aage Sørensen | Excelsior    |         |
| Ernie Thomas        | DKW          |         |
| Siegfried Wünsche   | DKW          |         |
| Chris Tattersall    | CTS          |         |

1907 · 1908 · 1909 · 1910 · 1911 · 1912 · 1913 · 1914 · Eerste Wereldoorlog · 1920 · 1921 · 1922 · 1923 · 1924 · 1925 · 1926 · 1927 · 1928 · 1929 · 1930 · 1931 · 1932 · 1933 · 1934 · 1935 · 1936 · 1937 · 1938 · 1939 · Tweede Wereldoorlog · 1947 · 1948 · 1949 · 1950 ·1951 · 1952 · 1953 · 1954 · 1955 · 1956 · 1957 · 1958 · 1959 · 1960 · 1961 · 1962 · 1963 · 1964 · 1965 · 1966 · 1967 · 1968 · 1969 · 1970 · 1971 · 1972 · 1973 · 1974 · 1975 · 1976 · 1977 · 1978 · 1979 · 1980 · 1981 · 1982 · 1983 · 1984 · 1985 · 1986 · 1987 · 1988 · 1989 · 1990 · 1991 · 1992 · 1993 · 1994 · 1995 · 1996 · 1997 · 1998 · 1999 · 2000 · 2002 · 2003 · 2004 · 2005 · 2006 · 2007 · 2008 · 2009 · 2010 · 2011 · 2012 · 2013 · 2014